# Rebelote
Albums de Matmatah
La Ouache
(1998) Lust for a Live
(2002)
Rebelote est le deuxième album studio du groupe de rock breton Matmatah, sorti en 2001.
Il s'est classé à la 8e place du classement des meilleures ventes d'albums en France, à la 46e place en Belgique francophone et à la 83e en Suisse. L'album s'est vendu à 200 000 exemplaires
Dans cet album, le groupe choisit de faire une rupture musicale délaissant le rock celtique et les références brestoises pour du rock plus traditionnel, faisant notamment référence à Led Zeppelin dans Out. Condamné à une amende pour avoir chanté l'Apologie, Matmatah s'excuse avec humour dans Quelques sourires. Alors que l'enregistrement de Crève les yeux semble inachevé et brut, et que le groupe chante en anglais dans Boeing Down et The Grave Digger, l'exception de l'album est intitulé Abonné absent, morceau hip-hop de Rebelote avec la participation de DJ Pone. Sushi bar aborde le parlé d'une personne ivre dans l'ambiance festive des soirées (les « pistes » à Brest).

## Pistes de l'album
1. Boeing Down (2:36)
2. Quelques Sourires (3:30)
3. Archimède (4:25)
4. Petite Mort (4:28)
5. Sushi Bar (2:30)
6. The Grave Digger (3:43)
7. Y'a de la place ! (3:06)
8. Tricards Twins (3:57)
9. Crève les yeux (4:05)
10. Abonné absent (3:55)
11. Out (9:09)

## Crédits
- Tristan Nihouarn (Stan) : guitare, chant
- Éric Digaire : basse, chant
- Cédric Floc'h : guitare, chant
- Jean-François Paillard : batterie
- Jesus Presley : Réalisation
- Avec la participation de DJ Pone dans Abonné absent et Quelques sourires